# Hair Peace Salon
«Hair Peace Salon» (укр. Салон волос та миру) — павер-поп і бритпоп гурт з Мінську, є одним з білоруських представників британського інді-року. Їхня музика — це англомовна лірика з емоційною подачею і різкими перепадами настрою. Гурт був заснований у 1998 році та видав повноформатний альбом «Gentleman». У середині 2013 року члени гурту припинили співпрацю і деякі з останнього составу гурту, включно з фронтменом і співзасновником Олегом Вялем, яких вважають одними з найкращих рок-виконавців Білорусі, сформували білоруськомовний рок-гурт «Bristeil».

## Назва гурту
Олег Вяль завше мріяв про довгу, гучну й нестандартну назву свого гурту а-ля «Mother Love Bone», «Ugly Kid Joe», «Jefferson Airplane», «Hairspray Queen». Назва «Hair Peace Salon» була запропонована другом артиста, які так само писали музику. Олег вбачав частку лірики до його пісні під назвою «Hair Peace Salon». Його друг взяв цю назву з однієї американської кінострічки, це був всього-на-всього знак на домі.

## Дискографія
- «Next Level» (сингл, 2004)
- «Hover[be-x-old]» (сингл, 2005)
- «Gipsy» (EP, 2007)
- «Split Before, Together Now[be-x-old]» (спліт-альбом, 2007)
- «Stand The Rain» (сингл, 2008)
- «In Tune» (EP, 2008)
- «Happy For A While» (сингл, 2010)
- «HPS Remixed» (EP, 2010)
- «Rolz'n'Rulz[be-x-old]» (сингл, 2010)
- «Gentleman[be-x-old]» (альбом, 2012)
- «Гарэла Сасна» (з Іреной Катвіцкою) (сингл, 2012)[15][16]

### Участь у збірках
- «Spotlight On» (2005), трек «Hover»[17][18]
- «我爱摇滚乐 = So Rock! Magazine 98» (2009), трек «In Tune»[19][20]
- «Тузін. Перазагрузка[be-x-old]» (2009), трек «Студзень»[21]
- «Budzma The Best Rock / Budzma The Best Rock/New[be-x-old]» (2009), трек «Цянькі»[22][23]
- «APS Sound» Volume 1 (2012), трек «Rolz’n’Rulz»[24]
- «The Festival Anthem» від Waxme (2013), трек «Stand the Rain» (Waxme Space Funk Remix)[25]

## Відеографія
- «Hover» (2008)
- «Like A Whale» (2009)
- «In Tune» (2009)